# Innocenzo (diacono)
Innocenzo, ovvero Vincenzo (... – Roma, 6 agosto 258), è stato un diacono cristiano ucciso assieme al papa Sisto II per ordine dell'imperatore Valeriano e per questo venerato come santo e martire dalla Chiesa cattolica.

## Biografia
Sant'Innocenzo (che nel martirologio di Adone di Vienne viene chiamato "Vincenzo"), era uno dei quattro diaconi che il 6 agosto 258 furono catturati ed uccisi assieme al papa Sisto II nei pressi delle catacombe di Pretestato a Roma per ordine dell'imperatore romano Valeriano. I nomi degli altri tre diaconi erano: Gennaro, Magno e Stefano. Lo stesso giorno furono martirizzati altri due diaconi, Felicissimo ed Agapito, che non erano presenti al momento della cattura del papa. Quattro giorni dopo sarebbe stato ucciso, nell'ambito della medesima persecuzione nei confronti dei cristiani, anche san Lorenzo.

## Culto
La Chiesa cristiana cattolica celebra la festa liturgica di sant'Innocenzo, assieme a quella di san Sisto II e degli altri cinque diaconi uccisi con lui, il 6 agosto, giorno del loro martirio, mentre la festa liturgica di san Lorenzo ricorre il 10 agosto.

### Patronati
Sant'Innocenzo diacono martire è il patrono di Gasperina in Calabria e di San Martino di Noceto, frazione di Rapallo, in Liguria, dove sono custodite le reliquie del santo nella chiesa parrocchiale.